# Aristeneto (scrittore)
Aristeneto (in greco antico: Ἀρισταίνετος?, Aristáinĕtos, in latino Aristaenetus; fl. V-VI secolo) è stato uno scrittore greco antico, attivo nel campo dell'epistolografia fittizia.

## Biografia
Aristeneto è stato a lungo identificato con Aristeneto di Nicea, amico di Quinto Aurelio Simmaco, morto a Nicomedia in occasione del terremoto del 358, ma indizi interni alle sue opere suggeriscono una datazione molto tardiva: in particolare si cita il pantomimo Caramallo, menzionato nel V secolo da Sidonio Apollinare come proprio contemporaneo.
Tra l'altro, l'epistola I 19 narra la vicenda di una cantante, Melissario, divenuta moglie di un giovane ricco, che secondo molti studiosi adombrerebbe la storia reale dell'imperatrice Teodora, pure attrice di teatro prima di sposare l'imperatore Giustiniano. Ciò, dunque, porterebbe a datare Aristeneto all'inizio del VI secolo, in contemporanea con la rinascita degli studi testimoniata da autori come Agatia e Paolo Silenziario.

## Epistole
Nell'unico codice che ci conserva la sua opera, le epistole di Aristeneto sono 50, distribuite in due libri: peraltro, l'ultima di esse è mutila, sicché non è noto quale fosse l'estensione dell'opera.
Rispetto ad altri epistolografi precedenti, le lettere di Aristeneto sono vere e proprie novelle o pezzi di bravura retorica, con fiorite ecfrasi, completamente slegate dalla finzione della lettera, tanto che non c'è legame tra i mittenti, indicati nelle rubriche iniziali, e il contenuto dell'epistola: uno degli esempi più importanti è l'epistola I 10, con la storia d'amore di Aconzio e Cidippe, narrata in forma epistolare prendendo spunto da Callimaco. Tra l'altro, Aristeneto depura la vicenda di ogni elemento dotto e la riduce al nudo impianto narrativo, sfruttandone, comunque, a pieno l'elemento patetico, piuttosto sottaciuto nella narrazione callimachea, che pure tiene presente per allusioni e citazioni quasi letterali. Stessa struttura e impianto ha la "gemella" II 15, dedicata alla storia di Frigio e Pieria, tratta anch'essa dal III libro degli Aitia.
Per quanto concerne lo stile, Aristeneto trae, come detto, ispirazione per i soggetti dalle elegie erotiche degli scrittori alessandrini come Callimaco, mentre il linguaggio è una commistione di frasi da Platone, Luciano di Samosata ed Alcifrone.